# NGC 776
NGC 776 este o galaxie spirală situată în constelația Berbecul. A fost descoperită în 2 decembrie 1861 de către Heinrich Louis d'Arrest. Se află la o distanță de 65,99 de megaparseci de Pământ.